# NGC 6752
NGC 6752 is een bolvormige sterrenhoop in het sterrenbeeld Pauw. Het hemelobject werd op 30 juni 1826 ontdekt door de Schotse astronoom James Dunlop. NGC 6752 staat op 1 graad ten noordwesten van het Masker van de duivel (Devil's Mask), bestaande uit een groep van drie extragalactische stelsels: NGC 6769, NGC 6770 en NGC 6771.

## Synoniemen
- GCl 108
- ESO 141-SC30